# Glaresis methneri
Glaresis methneri är en skalbaggsart som beskrevs av Rudolph Petrovitz 1965. Glaresis methneri ingår i släktet Glaresis och familjen Glaresidae. Inga underarter finns listade i Catalogue of Life.